# La Pellerine (Maine i Loara)
Pellerine – miejscowość i gmina we Francji, w regionie Kraj Loary, w departamencie Maine i Loara.
Według danych na rok 2010 gminę zamieszkiwało 160 osób, a gęstość zaludnienia wynosiła 30 osób/km².